# José Américo Motta Pessanha

## Biografia
José Américo Motta Pessanha (Campos dos Goytacazes, 16 de setembro de 1932 - Rio de Janeiro, 5 de maio de 1993) foi um renomado filósofo e professor brasileiro, conhecido por suas contribuições significativas no campo da filosofia e sua participação ativa na cultura brasileira.
Nascido em Campos dos Goytacazes, Rio de Janeiro, Pessanha realizou seus estudos iniciais no Liceu de Humanidades de Campos. Em 1952, ingressou no curso de Filosofia da Faculdade Nacional de Filosofia (FNFi) da Universidade do Brasil, concluindo o Bacharelado e a Licenciatura em 1955. 
Carreira Acadêmica
Logo após sua graduação, em 1956, Pessanha foi convidado a integrar o quadro de professores do Departamento de Filosofia da FNFi. Durante um período conturbado politicamente, ele foi persuadido a se candidatar ao concurso para a cátedra de História da Filosofia, preparando a tese "Empedocles e a democracia" em 1965. Após o AI-5 em 1969, Pessanha foi aposentado compulsoriamente do magistério.
Durante a década de 60, enquanto estudante, Pessanha foi exilado e continuou seus estudos em Paris. Ao retornar ao Brasil, dedicou-se ao magistério de filosofia no Instituto de Filosofia e Ciências Sociais (IFCS) e na Fundação Getúlio Vargas (FGV). 
Contribuições Editoriais
Durante seu afastamento acadêmico, Pessanha trabalhou como redator de verbetes na Enciclopédia Delta Larousse e, posteriormente, assumiu o cargo de diretor-editorial da Editora Abril. Lá, foi responsável pela edição de várias séries de livros e fascículos, destacando-se a coleção "Os Pensadores". Esta coleção teve um impacto significativo na disseminação do pensamento filosófico no Brasil.
Coleção "Os Pensadores"
A primeira edição de Os Pensadores foi iniciada em 1972 , a segunda edição em 1978 e a terceira em 1982 , sendo que a edição iniciada em 1972 vendeu 4 milhões de exemplares, e o primeiro volume lançado em 1972, dedicado a Platão, com ensaio introdutório, seleção de textos, cronologia e bibliografia, elaborados por José Américo, vendeu, em apenas 2 semanas, 100 mil exemplares.
Retorno à Academia
Com a anistia em 1980, Pessanha foi reintegrado ao Departamento de Filosofia da UFRJ, onde ministrou cursos de pós-graduação e se responsabilizou pela disciplina de Filosofia Antiga. Ele se aposentou em 1990.
Atuação Cultural
Pessanha também teve um papel ativo na vida cultural brasileira, contribuindo em projetos na FUNARTE, na Fundação Pró-Memória e na Direção do Centro Cultural São Paulo.
Morte
José Américo Motta Pessanha faleceu na madrugada de 5 de maio de 1993, no Rio de Janeiro, vítima de um ataque cardíaco.

## Obras Publicadas
Sócrates (Os Pensadores) – 1985

Aristóteles (Os Pensadores - Vol. I) – 1971

Aristóteles (Os Pensadores - Vol. II) - 1991

[Demais obras da Coleção "Os Pensadores"]
Ensaio(s) e vídeo(s)
Platão: as várias faces do amor – 1987

Cultura como ruptura – 1987

Bachelard e Monet: o olho e a mão – 1988

A água e o mel – 1990

As delícias do jardim – 1992

O sono e a vigília – 1992

Ética – José Américo Mota Pessanha – 1992

Ética – a arte de viver – 1992

Humanismo e pintura – 1994

## Interesses e Pensamento
De forma geral, os textos de José Américo Motta Pessanha revelam diversos aspectos sobre seus interesses e campos de estudo. Entre elas:
Interesse Profundo pela Filosofia Grega Antiga: Pessanha demonstra um conhecimento detalhado e uma profunda apreciação pela filosofia grega antiga, especialmente pelas obras de Platão e outros pré-socráticos. Ele explora temas como o amor, a dialética, a natureza do discurso verdadeiro, e as relações entre prazer, dor e a busca pela sabedoria.
Análise Filosófica e Histórica: Ele não apenas aborda a filosofia grega de uma perspectiva filosófica, mas também a coloca em um contexto histórico mais amplo, examinando como as ideias se relacionam com os eventos e a cultura da época.
Interseção entre Filosofia, História e Literatura: Pessanha transita habilmente entre a filosofia, a história e a literatura, explorando a maneira como essas disciplinas se entrelaçam. Ele discute como a história e a ficção se influenciam mutuamente e a importância da linguagem e da narrativa na compreensão de eventos históricos.
Foco na Etimologia e Significado das Palavras: Há uma clara fascinação pela origem das palavras e seus significados, especialmente em contextos filosóficos. Isso é evidente em sua discussão sobre o termo grego "érôs" e suas implicações filosóficas.
Estudo do Renascimento e sua Conexão com a Antiguidade: Pessanha explora o Renascimento, destacando como essa época foi influenciada pela Antiguidade greco-romana e como contribuiu para a formação da cultura e do pensamento modernos.
Interesse pela Arte e sua Relação com a Filosofia: Ele mostra um interesse significativo pela arte, particularmente pela maneira como a arte do Renascimento incorpora temas filosóficos e como a arte pode ser uma expressão de conceitos filosóficos.
Abordagem Interdisciplinar: Pessanha adota uma abordagem interdisciplinar, integrando filosofia, história, linguística e arte para oferecer uma compreensão mais rica e multifacetada dos temas que explora.
Perspectiva Crítica sobre a Tradição Filosófica: Ele não hesita em questionar e analisar criticamente as tradições filosóficas estabelecidas, buscando entender e reinterpretar as ideias de maneira original.
Suas áreas de interesse incluem: Antiguidade Grega; Ética; Ética da Felicidade; Ética da Virtude; Estética da Existência; Epicuro; Epicurismo; Pitagorismo; Atomismo;  Obscurantismo